# Cừu vui vẻ và Sói xám
Cừu vui vẻ và Sói xám (tiếng Trung: 喜羊羊与灰太狼; Hán-Việt: Hỷ Dương Dương dư Hôi Thái Lang; bính âm: Xǐ Yáng Yáng yǔ Huī Tài Láng) là một bộ phim hoạt hình dài tập của Trung Quốc do Hoàng Vĩ Minh (黄伟明) làm đạo diễn, được sản xuất bởi công ty TNHH Truyền thông Văn hoá Động lực Quảng Đông. Bộ phim nói đến một nhóm cừu sống ở Thảo nguyên Xanh (青青草原) và câu chuyện xung quanh con sói vụng về muốn ăn thịt chúng. Bộ phim được chiếu tại hơn 40 đài ở Hồng Kông gồm TVB, kênh truyền hình Bắc Kinh và CCTV. Phim từng được Tổng Công ty Truyền hình Cáp Việt Nam mua bản quyền và phát sóng trên kênh Bibi và dưới định dạng truyện tranh bởi Nhà xuất bản Kim Đồng.

## Lịch sử
Cừu vui vẻ và Sói xám có 530 tập kể từ khi bắt đầu chiếu. Sau thành công vang dội, Creative Power Entertaining tiến hành sản xuất thêm 2000 tập, trong đó có 60 tập olympic. Phim cũng được chiếu tại Hồng Kông, Đài Loan và Singapore. Vì rất nổi tiếng nên bộ phim đã từng vượt ra khỏi biên giới châu Á. Tuy nhiên một số đĩa Cừu vui vẻ và sói xám có phụ đề tiếng Anh.
Tháng 1 năm 2009, phần đầu tiên mang tên Cừu vui vẻ và Sói xám - Ngưu Khí Xung Thiên (喜羊羊与灰太狼之牛气冲天) được chiếu tại Trung Quốc.
Phần hai, Cừu vui vẻ và Sói xám — Hổ Hổ Sanh Uy (喜羊羊与灰太狼之虎虎生威) xuất hiện vào tháng 1 năm 2010.
Phần ba, Cừu vui vẻ và Sói xám - Thố Niên Đính Oa Oa（喜羊羊与灰太狼之兔年顶呱呱） chiếu năm 2011.
Bộ phim thứ tư Cừu vui vẻ và Sói xám - Khai Tâm Sấm Long Niên（喜羊羊与灰太狼之开心闯龙年） được phát hành vào năm 2012.
Bộ phim thứ năm Cừu vui vẻ và Sói xám - Hí Khí Dương Dương Quá Xà Niên（喜羊羊与灰太狼之喜气羊羊过蛇年） được phát hành vào năm 2013.
Bộ phim thứ sáu Cừu vui vẻ và Sói xám - Phi Mã Kì Ngộ Kí（喜羊羊与灰太狼之飞马奇遇记） được phát hành vào năm 2014.
Bộ phim thứ bảy Cừu vui vẻ và Sói xám - Dương Niên Hí Dương Dương（喜羊羊与灰太狼之羊年喜羊羊） được phát hành vào năm 2015.
Bộ phim thứ tám Cừu vui vẻ và Sói xám - Khuông Xuất Vị Lai (喜羊羊与灰太狼之筐出未来) được phát hành vào năm 2022.

## Nội dung
Vào năm 3513 (Mùi), những con cừu sống tại Thảo nguyên Xanh hạnh phúc, trong khi Sói Xám cùng vợ là Sói Đỏ chuyển đến và cố gắng ăn thịt cừu. Những con cừu lúc này rất thông minh và được trang bị công nghệ tiên tiến. Mỗi khi Sói xám xuất hiện ở làng Cừu, hắn ta nghĩ ra một kế hoạch lén lút để bắt cóc cừu. Cùng với các chú Cừu học sinh, một chú cừu mang tên "Cừu Vui Vẻ" luôn tìm cách phá kế hoạch của Sói Xám và cứu lấy bầy cừu. Với nỗ lực của Cừu Vui vẻ và những người bạn, Sói xám không bao giờ bắt được cừu. Ở cuối mỗi tập phim (Có những tập xảy ra nhiều hơn 1 lần), Sói xám luôn hẹn "讨厌的喜羊羊，我一定会回来的" (Cừu vui vẻ đáng ghét, ta nhất định sẽ quay trở lại).

## Các nhân vật

### Cừu
- Cừu Vui vẻ (tiếng Trung: 喜羊羊; Hán-Việt: Hỷ Dương Dương; bính âm: Xǐ Yáng Yáng): là con cừu đầu đàn ở Thảo nguyên Xanh. Chú luôn đeo chiếc chuông lục lạc trên cổ và đi giày trắng. Cậu là học trò kiêm trợ lý của Trưởng thôn Cừu.
- Cừu Chậm chạp (hay Cừu Trưởng thôn) (tiếng Trung: 慢羊羊; Hán-Việt: Mạn Dương Dương; bính âm: Màn Yáng Yáng): là trưởng thôn của bầy cừu và là người cao tuổi nhất thôn cừu. Ông là một con cừu uyên bác, cũng chính là giáo viên của các chú cừu nhỏ tuổi. Ngoài ra ông còn là một nhà phát minh sáng suốt với phòng thí nghiệm dưới lòng đất. Khi đang phát minh đôi lúc ông có triệu chứng bác học điên. Trong một tập phim Sói xám đang lấy 'Cọng cỏ thông minh' mọc trên đầu khi suy nghĩ sâu xa. Ông chậm hơn cả một con ốc sên và đôi khi ông dùng nó để làm phương tiện đi lại.
- Cừu lười biếng (tiếng Trung: 懒羊羊; Hán-Việt: Lãn Dương Dương; bính âm: Lǎn Yáng Yáng): Chú cừu nhỏ phàm ăn đeo một tấm yếm màu vàng. Cừu này không thích làm việc và chỉ muốn ngủ, nhưng vì bản tính lười biếng bẩm sinh đó nên Cừu Lười biếng thường bị Sói Xám bắt đầu tiên. Cậu ta cũng thường xuyên lăn ra ngủ mỗi khi Sói Xám bắt cóc những bạn cừu. Cừu Lười biếng được phát hiện mang rất nhiều tài năng tiềm ẩn trong mình qua mỗi tập phim, như là ngụp lặn.
- Cừu Xinh đẹp (tiếng Trung: 美羊羊; Hán-Việt: Mỹ Dương Dương; bính âm: Měi yáng yáng): là một cô cừu dễ thường, luôn luôn cột nơ hồng trên cặp sừng và đi giày hồng. Cô là một trong những học trò của Cừu chậm chạp. Cừu Xinh đẹp thích nấu ăn, trang điểm và diện trang phục đẹp. Khả năng nấu ăn, làm đẹp của Cừu Xinh đẹp là nhất nhì thảo nguyên xanh. Cừu Xinh đẹp rất ân cần, tốt bụng và dịu dàng, nhưng bạn ấy thỉnh thoảng khóc. Trong một số tập phim cừu xinh đẹp đã lừa Sói đỏ về bí quyết làm đẹp của cô.
- Cừu Sôi nổi (tiếng Trung: 沸羊羊; Hán-Việt: Phí Dương Dương; bính âm: Fèi yáng yáng): Chú cừu với nước da nâu, là con cừu khỏe mạnh nhất ở thảo nguyên xanh do có gen của cừu núi. Cậu rất dễ nóng tính và ngạo mạn, luôn coi thường người khác, nhưng lại sợ gián và rất thích Cừu Xinh đẹp. Tuy vậy, Cừu Sôi nổi chưa  thể thắng được Sói Xám. Cừu Sôi nổi thích quyền Anh và luôn bắt nạt Cừu Lười biếng.
- Cừu Ấm áp (tiếng Trung: 暖羊羊; Hán-Việt: Noãn Dương Dương; bính âm: Nuǎn Yángyáng): Cô là một cô dê cái ngoan ngoãn và tốt bụng, là lớp trưởng của lớp Cừu Vui vẻ ở trường. Cô ấy là con dê nhạy cảm nhất, nhưng đôi khi có thể nói nhiều. Cô ấy là bạn thân nhất của Cừu xinh đẹp. Giống như Cừu Xinh đẹp, Cừu ấm áp thường hiền lành và tốt bụng. Cô ấy có xu hướng la mắng những chú dê con (Cừu Vui vẻ, Cừu lười biếng và Cừu Sôi nổi) nhưng vẫn đi chơi và quan tâm đến chúng. Cô ấy đeo một chiếc túi nhỏ hình trái tim màu hồng, một chiếc ruy băng phù hợp và đôi giày màu đỏ.

### Sói
- Sói Xám (tiếng Trung: 灰太狼; Hán-Việt: Hôi Thái Lang; bính âm: Huī Tàiláng): Nhân vật phản diện chính, một con sói xám với chiếc mũ vàng cam vá víu cùng với khuôn mặt sẹo. Sói Xám luôn luôn lên kế hoạch để bắt bầy cừu về ăn thịt bằng nhiều cách khác nhau và thỉnh thoảng cải trang thành động vật khác ví dụ như cừu  hay phá cổng để bắt cừu. Hắn luôn luôn muốn làm hài lòng vợ nhưng Sói xám chưa bao giờ thành công.

- Sói Đỏ (tiếng Trung: 红太狼; Hán-Việt: Hồng Thái Lang; bính âm: Hóng Tàiláng): Vợ của Sói Xám, luôn mặc áo choàng đỏ với sọc trắng đen và đội một chiếc Vương miện trên đầu. Sói Đỏ luôn đòi hỏi quá đáng và lạm dụng chồng mình. Bà ta đánh Sói Xám với chiếc chảo rán mỗi khi chồng mình thất bại.
- Sói Nhí (tiếng Trung: 小灰灰; Hán-Việt: Tiểu Hôi Hôi; bính âm: Xiǎo Huīhuī): Là con của Sói Xám và Sói Đỏ, luôn chơi với các anh cừu và rất thích bố được bay lên trời.
- Sói Chuối Bự (tiếng Trung: 蕉太狼; Hán-Việt: Tiêu Thái Lang; bính âm: Jiāo Tàiláng): Là cháu trai của Sói Xám, sở thích ăn chuối và luôn bênh vực các bạn cừu.

## Diễn viên lồng tiếng
- Cừu Vui vẻ (tiếng Trung: 喜羊羊): Tổ Tình (tiếng Trung: 祖晴)
- Cừu Xinh đẹp (tiếng Trung: 美羊羊): Đặng Ngọc Đình (tiếng Trung: 邓玉婷)
- Cừu Chậm chạp (tiếng Trung: 慢羊羊): Cao Toàn Thắng (tiếng Trung: 高全胜)
- Cừu Sôi nổi (tiếng Trung: 沸羊羊): Lưu Hồng Vận (tiếng Trung: 刘红韵)
- Cừu Lười biếng (tiếng Trung: 懒羊羊): Lương Dĩnh (tiếng Trung: 梁颖)
- Cừu Ấm áp (tiếng Trung: 暖羊羊): Đặng Hồng (tiếng Trung: 邓红)
- Sói Xám (tiếng Trung: 灰太狼): Trương Lâm (tiếng Trung: 张琳)
- Sói Đỏ (tiếng Trung: 红太狼): Vy Bảo Bảo (tiếng Trung: 韦宝宝)
- Sói Nhí (tiếng Trung: 小灰灰): Lương Dĩnh (tiếng Trung: 梁颖)
- Sói Chuối bự (tiếng Trung: 蕉太狼): Vy Bảo Bảo (tiếng Trung: 韦宝宝)